# Associació Tribal Kurda
L'Associació Tribal Kurda fou la principal organització de base tribal establerta al Kurdistan del Sud una vegada alliberat el territori de les forces iraquianes, al final de la Guerra del Golf, l'any 1991. Hi estaven associades més de vint tribus.